# James Spader
James Todd Spader (sinh ngày 7/2/1960) là nam diễn viên người Mỹ. Ông được biết đến qua các phim như: Sex, Lies, and Videotape (1989), Stargate (1994), Crash (1996). Trong MCU, ông lồng tiếng cho nhân vật Ultron trong Avengers: Age of Ultron (2015). BLACKLIST.